# Nikolaj Aleksandrovič Klodt von Jurgensburg
Nikolaj Aleksandrovič Klodt von Jurgensburg (in russo Николай Александрович Клодт фон Юргенсбург?; San Pietroburgo, 14 ottobre 1865 – Mosca, 23 settembre 1918) è stato un pittore e scenografo russo.

## Biografia
Studiò sotto Vladimir Egorovič Makovskij alla Scuola di pittura, scultura e architettura di Mosca, diplomandosi nel 1886. Insieme a Konstantin Alekseevič Korovin e altri artisti suoi compatrioti, nel 1900 diede un importante contributo al padiglione russo dell'Esposizione di Parigi. 
Influenzato dall'impressionismo, nel 1901 cominciò a dedicarsi alla scenografia teatrale nei maggiori teatri moscoviti e pietroburghesi. In quell'anno collaborò con il Balletto Bol'šoj per le scenografie de Il cavallino gobbo, mentre nel 1903 collaborò con Aleksandr Nikolaevič Benois alle scenografie de Il crepuscolo degli dei al Teatro Mariinskij. Sempre per il Marrinskij curò le scenografie per La bella addormentata nel 1914.
Morì cinquantatreenne nella Mosca sovietica e fu sepolto al cimitero di Vagan'kovo.